# Zbigniew Kotański
Zbigniew Kotański (ur. 17 sierpnia 1927 w Pudzinie, zm. 18 czerwca 2005) – polski geolog, profesor Państwowego Instytutu Geologicznego.

## Życiorys

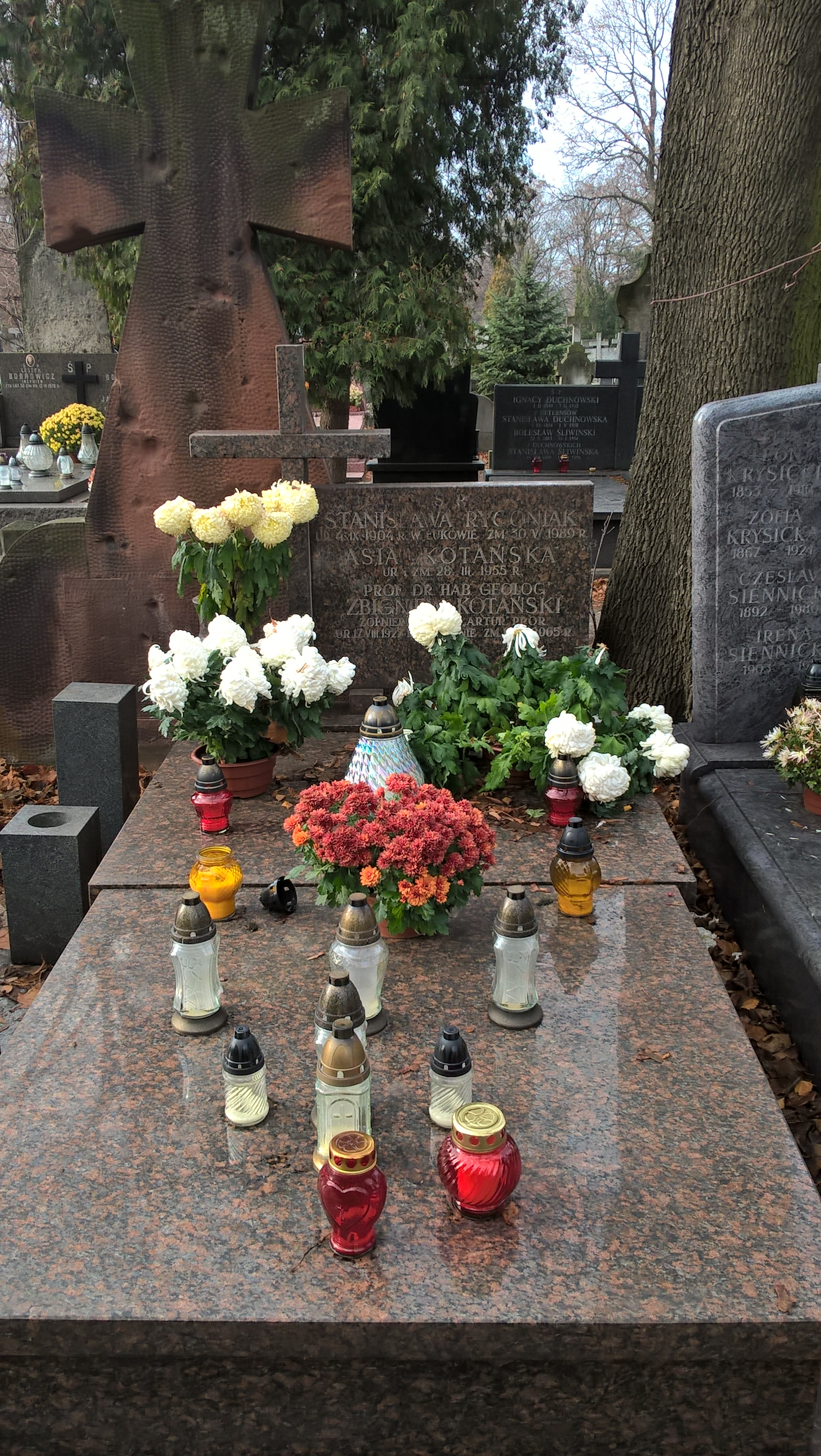
Grób prof. Zbigniewa Kotańskiego na cmentarzu Bródnowskim w Warszawie

W czasie II wojny światowej, jako młody chłopak, działał w konspiracji. W 1952 ukończył studia geologiczne na Uniwersytecie Mikołaja Kopernika w Toruniu. Pracę doktorską obronił w 1957 na Uniwersytecie Warszawskim. W 1961 uzyskał stopień doktora habilitowanego. Od 1969 pracował w Państwowym Instytucie Geologicznym w Warszawie, gdzie w 1981 uzyskał tytuł naukowy profesora. W 1968 wykładał na Sorbonie we Francji, w latach 1972–1976 na Uniwersytecie Ahmadu Bello w Zaria w Nigerii, a w latach 1983–1986 na Uniwersytecie w Beżai w Algierii. W latach 1992–1998, był kierownikiem Muzeum Geologicznego PIG.
W ciągu swej kariery zawodowej zajmował się głównie stratygrafią i tektoniką Tatr, stratygrafią triasu, algologią, metodyką geologicznej kartografii wgłębnej oraz geologią regionalną Polski, Europy (Alpidy) i Afryki (Nigeria, Algieria).
W latach 1957–1967 był sekretarzem redakcji Acta Geologica Polonica. Pełnił też obowiązki sekretarza redakcji Geologia Sudetica. Przez kilka lat był członkiem Kolegium Redakcyjnego Przeglądu Geologicznego. W latach 1977–1982 był sekretarzem Komitetu Nauk Geologicznych PAN, wieloletni członek Polskiego Towarzystwa Geologicznego.
Pochowany na cmentarzu Bródnowskim w Warszawie (kwatera 10A-1-28).

## Publikacje

### Publikacje książkowe
- Geologiczna kartografia wgłębna
- Przewodnik geologiczny po Górach Świętokrzyskich
- Z plecakiem i młotkiem w Góry Świętokrzyskie
- Profile stratygraficzne serii wierchowej Tatr Polskich
- Przewodnik geologiczny po Tatrach
- Jak powstają góry?
- Atlas geologiczny Polski. Mapy geologiczne œciêcia poziomego, 1997 (red.)

### Przekłady
- Geotektonika ogólna W.J. Chaina